# قريه (سرار)

تعديل مصدري - تعديل

قريه هي إحدى قرى عزلة سرار بمديرية سرار التابعة لمحافظة أبين، بلغ تعداد سكانها 53 نسمة حسب تعداد اليمن لعام 2004.